# Stazione di Vezzola
La stazione di Vezzola è una fermata ferroviaria posta sulla linea Reggio Emilia-Guastalla. Serve la località di Vezzola, frazione del comune di Novellara.

## Strutture e impianti
La fermata è dotata di un unico binario, servito da un marciapiede alto (55 cm), che consente l'incarrozzamento a raso. Non sono presenti sottopassi.
Il sistema di informazioni ai viaggiatori è esclusivamente sonoro, senza tabelloni video di stazione.

## Movimento
La stazione è servita da treni regionali svolti da Trenitalia Tper nell'ambito del contratto di servizio stipulato con la Regione Emilia-Romagna.
A novembre 2019, la stazione risultava frequentata da un traffico giornaliero medio di circa 136 persone (71 saliti + 65 discesi).